# Nälsta
Nälsta – dzielnica (stadsdel) Sztokholmu, położona w jego zachodniej części (Västerort) i wchodząca w skład stadsdelsområde Hässelby-Vällingby. Graniczy z dzielnicami Solhem, Flysta, Råcksta, Vällingby i Vinsta.
Według danych opublikowanych przez gminę Sztokholm, 31 grudnia 2020 r. Nälsta liczyła 5009 mieszkańców. Powierzchnia dzielnicy wynosi 1,38 km².